# Пильнов Олексій Володимирович
Олексій Володимирович Пильнов (народився 15 січня 1986 у м. Новополоцьку, СРСР) — білоруський хокеїст, нападник. 
Хокеєм почав займатися у 1993 році у СДЮШОР «Хімік» (перший тренер — Коробов, Якушев). Вихованець хокейної школи «Хімік» (Новополоцьк). Виступав за «Полімір» (Новополоцьк), «Динамо-2» (Мінськ), «Хімік-СКА» (Новополоцьк).
У складі національної збірної Білорусі провів 2 матчі. У складі молодіжної збірної Білорусі учасник чемпіонату світу 2006 (дивізіон I).